# MP/Säk
Militärpolis (MP/Säk) är ett svenskt säkerhetsförband sedan 2004, förbandet är delvis sprunget ur de tidigare MP-kvadronerna med militärpolisjägarna. Förbandet är specialiserat på att spåra och nedkämpa fientliga specialförband. MP/Säk tillhör säkerhetsbataljonen tillsammans med säkerhetskompani Sjö.

## Källhänvisningar
1. ↑  ”Den svenska militärpolisens historia”. Militärpolisföreningen. Arkiverad från originalet den 15 juli 2013. https://web.archive.org/web/20130715032054/http://www.militarpolis.org/om_oss_historia.htm. Läst 19 december 2000.
2. ↑  ”13. Säkerhetsbataljon”. Försvarsmakten. Arkiverad från originalet den 4 juli 2011. https://web.archive.org/web/20110704205502/http://www.forsvarsmakten.se/livgardet/Insatsforband/13-Sakerhetsbataljon/. Läst 19 december 2012.